# Unité urbaine de Montélimar
L'unité urbaine de Montélimar est une unité urbaine française centrée sur la commune de Montélimar.

## Données générales
En 2010, selon l'Insee, l'unité urbaine était composée de sept communes, deux situées dans le département de l'Ardèche, plus précisément dans l'arrondissement de Privas, et cinq dans le département de la Drôme, plus précisément dans l'arrondissement de Nyons.
En 2020, à la suite d'un nouveau zonage, elle est composée des sept mêmes communes.
En 2022, avec 58 395 habitants, elle occupe le 18e rang dans la région Auvergne-Rhône-Alpes.
En 2022, sa densité de population s'élève à 441 hab/km2.

## Composition de l'unité urbaine en 2020
Elle est composée des sept communes suivantes :
| Nom                       | Code Insee | Département | Statut       | Superficie (km2) | Population (dernière pop. légale) | Densité (hab./km2) | Modifier                                    |
| ------------------------- | ---------- | ----------- | ------------ | ---------------- | --------------------------------- | ------------------ | ------------------------------------------- |
| Montélimar (ville-centre) | 26198      | Drôme       | ville-centre | 46,81            | 40 356 (2022)                     | 862                | modifier les données · modifier les données |
| Ancône                    | 26008      | Drôme       | banlieue     | 1,59             | 1 353 (2022)                      | 851                | modifier les données · modifier les données |
| Montboucher-sur-Jabron    | 26191      | Drôme       | banlieue     | 9,80             | 2 559 (2022)                      | 261                | modifier les données · modifier les données |
| Rochemaure                | 07191      | Ardèche     | banlieue     | 24,33            | 2 250 (2022)                      | 92                 | modifier les données · modifier les données |
| Saint-Marcel-lès-Sauzet   | 26312      | Drôme       | banlieue     | 3,98             | 1 231 (2022)                      | 309                | modifier les données · modifier les données |
| Sauzet                    | 26338      | Drôme       | banlieue     | 19,19            | 1 834 (2022)                      | 96                 | modifier les données · modifier les données |
| Le Teil                   | 07319      | Ardèche     | banlieue     | 26,59            | 8 812 (2022)                      | 331                | modifier les données · modifier les données |

## Évolution démographique
| 1968   | 1975   | 1982   | 1990   | 1999   | 2010   | 2015   | 2021   |
| ------ | ------ | ------ | ------ | ------ | ------ | ------ | ------ |
| 39 034 | 40 219 | 42 826 | 44 208 | 46 361 | 51 657 | 55 791 | 58 505 |

#### Données générales
- Unité urbaine
- Aire d'attraction d'une ville
- Liste des unités urbaines de France

#### Données démographiques en rapport avec l'unité urbaine de Montélimar
- Aire d'attraction de Montélimar
- Arrondissement de Nyons
- Arrondissement de Privas

#### Données démographiques en rapport avec l'Ardècheet laDrôme
- Démographie de l'Ardèche
- Démographie de la Drôme